# Rhanterium
Rhanterium es un género de plantas fanerógamas perteneciente a la familia de las asteráceas. Comprende 6 especies descritas y de estas, solo 3 aceptadas.

## Taxonomía
El género fue descrito por René Louiche Desfontaines y publicado en Flora Atlantica 2: 291.  1799. La especie tipo es Rhanterium suaveolens Desf.

## Especies aceptadas
A continuación se brinda un listado de las especies del género Rhanterium aceptadas hasta julio de 2012, ordenadas alfabéticamente. Para cada una se indica el nombre binomial seguido del autor, abreviado según las convenciones y usos.
- Rhanterium adpressum Coss. & Durieu
- Rhanterium epapposum Oliv.
- Rhanterium suaveolens Desf.